# Zavii, Kaluș
Zavii (în ucraineană Завій) este localitatea de reședință a comunei Zavii din raionul Kaluș, regiunea Ivano-Frankivsk, Ucraina.

## Demografie
Componența lingvistică a localității Zavii
     Ucraineană (99,81%)
     Alte limbi (0,2%)
Conform recensământului din 2001, majoritatea populației localității Zavii era vorbitoare de ucraineană (99,81%), existând în minoritate și vorbitori de alte limbi.